# Espacio conexo por caminos

Este subconjunto del plano real es conexo por caminos porque cualquier par de puntos se pueden unir por un camino continuo.

En topología un espacio topológico se dice que es conexo por caminos o caminoconexo si dos de sus elementos cualesquiera pueden conectarse mediante un camino continuo.

## Definición
Sea {\displaystyle (X,{\mathcal {T}})} un espacio topológico. Una curva o camino en {\displaystyle X} es una aplicación continua {\displaystyle f:[0,1]\longrightarrow X}. (En realidad, puede ser cualquier intervalo {\displaystyle [a,b]}, pero siempre se puede normalizar y llevar a {\displaystyle [0,1]}).
Se dice que {\displaystyle (X,{\mathcal {T}})} es un espacio conexo por caminos si: {\displaystyle \forall x,y\in X,\exists f:[0,1]\longrightarrow X} continua (i.e., una curva) tal que 
{\displaystyle f(0)=x,\,f(1)=y}.
Es decir, en términos intuitivos, si cada par de puntos pueden ser unidos mediante una curva, o, dicho de otro modo, "conectados por un camino" (y de ahí el nombre).
Para {\displaystyle C\subset X}, la definición de conexión por caminos es la misma que antes, sólo que ahora pidiendo que cada par de puntos en {\displaystyle C} puedan ser conectados por una curva continua contenida en {\displaystyle C}. Esta definición es equivalente a pedir que {\displaystyle C}, dotado de la topología traza, sea un espacio conexo por caminos.

## Propiedades
A continuación se da y se demuestra una lista de propiedades de los espacios conexos por caminos en relación con las estructuras típicas de la topología:

(1) La imagen de un espacio conexo por caminos por una aplicación continua es conexa por caminos.
En efecto, si {\displaystyle X,Y} son dos espacios topológicos, {\displaystyle f\colon X\rightarrow Y} es continua y {\displaystyle X} es conexo por caminos, {\displaystyle f(X)\subseteq Y} también lo es. Tomamos dos puntos {\displaystyle f(x),f(x')\in f(X)}, con {\displaystyle x,x'\in X} y construimos un camino continuo entre ellos. Como {\displaystyle X} es conexo por caminos, existe un camino continuo {\displaystyle \sigma \colon [0,1]\rightarrow X} de {\displaystyle \sigma (0)=x} a {\displaystyle \sigma (1)=x'}. Pero entonces {\displaystyle f\circ \sigma \colon [0,1]\rightarrow Y} es un camino continuo (por ser composición de funciones continuas) de {\displaystyle f(x)} a {\displaystyle f(x')}, como queríamos. {\displaystyle \quad \square }
(2) El cociente de un espacio conexo por caminos es conexo por caminos.
Es un corolario de lo anterior, pues el cociente es la imagen del espacio original por la proyección canónica, que es continua por definición de topología cociente.
(3) El producto de espacios conexos por caminos es conexo por caminos si y sólo si cada componente es conexa por caminos.
De izquierda a derecha es igual que (2), pues cada componente es la imagen del espacio producto por la proyección a esa componente, que es continua por definición de topología producto.

Recíprocamente, supongamos que {\displaystyle \{X_{i}\}_{i\in I}} es una familia de espacios conexos por caminos y veamos que {\displaystyle \prod _{i\in I}X_{i}} es conexo por caminos. Tomamos dos puntos {\displaystyle (x_{i})_{i\in I},(x_{i}')_{i\in I}\in \prod _{i\in I}X_{i}}. Como cada {\displaystyle X_{i}} es conexo por caminos, existen caminos continuos {\displaystyle \sigma _{i}\colon [0,1]\rightarrow X_{i}} tales que {\displaystyle \sigma _{i}(0)=x_{i},\ \sigma _{i}(1)=x_{i}'}. Ahora, la aplicación {\displaystyle \sigma \colon [0,1]\rightarrow \prod _{i\in I}X_{i}} definida como {\displaystyle \sigma (t)=(\sigma _{i}(t))_{i\in I}} es un camino continuo (porque cada componente es continua) entre {\displaystyle (x_{i})_{i\in I}} y {\displaystyle (x_{i}')_{i\in I}}, como queríamos.{\displaystyle \quad \square }

## Conexión y conexión por caminos

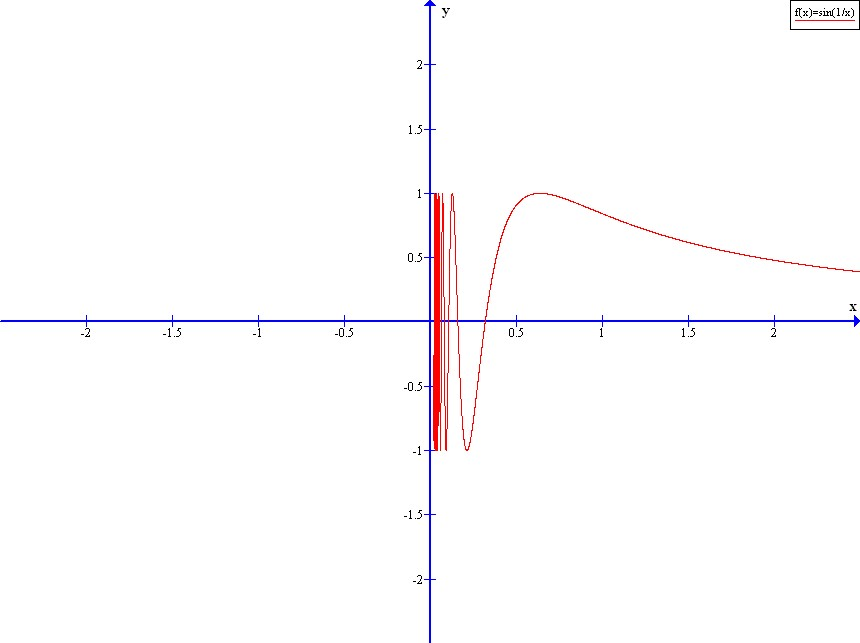
Gráfico de la función sin(1/x), cuya adherencia es conexa pero no conexa por caminos.

Se cumple que todo espacio conexo por caminos es también conexo.
| Demostración |
| Supongamos que un espacio {\displaystyle X} conexo por caminos tuviera una separación {\displaystyle X=U\cup V}, con {\displaystyle U,V} dos abiertos no vacíos disjuntos, y llegaremos a contradicción. Entonces, el espacio no tiene separaciones o, lo que es lo mismo, es conexo. Como {\displaystyle U,V} son no vacíos, podemos tomar puntos {\displaystyle p\in U,q\in V}. Afirmamos que no podemos unir estos puntos por un camino continuo, lo que será una contradicción con que el espacio fuera conexo por caminos. En efecto, supongamos que {\displaystyle \sigma \colon [0,1]\rightarrow X} fuera un camino continuo de {\displaystyle p} a {\displaystyle q}. Como {\displaystyle U,V} son abiertos de {\displaystyle X} y {\displaystyle \sigma } es continua, {\displaystyle \sigma ^{-1}(U),\sigma ^{-1}(V)} son abiertos de {\displaystyle [0,1]}. Como {\displaystyle U,V} eran disjuntos, también lo son {\displaystyle \sigma ^{-1}(U),\sigma ^{-1}(V)}. Como {\displaystyle U\cup V=X}, tenemos que {\displaystyle \sigma ^{-1}(U)\cup \sigma ^{-1}(V)=[0,1]}. Y {\displaystyle \sigma ^{-1}(U),\sigma ^{-1}(V)} son no vacíos, pues contienen el 0 y el 1, respectivamente. Entonces {\displaystyle [0,1]=\sigma ^{-1}(U)\cup \sigma ^{-1}(V)} es una separación de {\displaystyle [0,1]}, que es conexo por ser un intervalo de {\displaystyle \mathbb {R} }. Esta es la contradicción que buscábamos. {\displaystyle \quad \square } |

Sin embargo, el recíproco no es cierto, es decir, existen espacios conexos que no son conexos por caminos. Un ejemplo es la curva seno del topólogo, que es la adherencia del gráfico de la función {\displaystyle \sin(1/x)}, es decir, el conjunto {\displaystyle G=\{(x,y)\in \mathbb {R} ^{2}:x\in (0,1),y=\sin(1/x)\}\cup \{(x,y)\in \mathbb {R} ^{2}:x=0,y\in [-1,1]\}}
Como el gráfico de la función por sí solo es conexo, su adherencia también (esa propiedad siempre se cumple para conjuntos conexos). Sin embargo, no se puede conectar por un camino continuo un punto del grafo con un punto del trozo del eje y. La demostración de esto está en la página Seno del topólogo.

## Conexión por caminos y arcoconexión
- Todo espacio topológico arcoconexo es conexo por caminos, aunque no es cierto que todo espacio conexo por caminos sea arcoconexo.
- Si un espacio es conexo por caminos y es un espacio de Hausdorff, entonces también será arcoconexo.